# Pentace excelsa
Pentace excelsa là một loài thực vật có hoa thuộc họ Malvaceae theo nghĩa rộng (sensu lato) hoặc Tiliaceae. Nó nổi tiếng vì màu rực rỡ và chỉ có ở Malaysia.